# قصة عيد الميلاد (فلم)
قصة عيد الميلاد (بالإنجليزية: A Christmas Story) فيلم كوميدي أمريكي لعيد الميلاد عام 1983، أخرجه بوب كلارك، واستند إلى حكايات جان شيبرد في كتابه الصادر عام 1966  «نحن نثق بالله: الآخرون يدفعون نقدًا In God We Trust: All Others Pay Cash»، وكتابه الصادر عام 1971 «ليلة الذكريات الذهبية والكوارث الأخرى للمخرجة واندا هيكي Wanda Hickey's Night of Golden Memories and Other Disasters».
صدر الفيلم في 18 نوفمبر 1983. تم تصويره جزئيًا في كندا، وحصل على جائزتين كنديان من «جوائز جيني» في عام 1984. وفي عام 2012، اختارته مكتبة الكونغرس للحفظ في السجل الوطني للأفلام لكونه «ثقافيًا أو تاريخيًا أو ذات دلالة جمالية».

## طاقم التمثيل
بيتر بيلينجسلي: في دور رالفي باركر
جان شيبرد: في دور رالف البالغ
إيان بيتريلا: في دور راندي باركر
ميليندا ديلون: في دور السيدة باركر
دارين ماكجافين: في دور السيد باركر
سكوت شوارتز: في دور فليك
آر دي روب: في دور شوارتز
زاك وارد: في دور سكوت فاركوس
يانو أنايا: في دور جروفر ديل
تيد مور: في دور ملكة جمال شيلدز
جيف جيلن: في دور سانتا كلوز
باتي جونسون: في دور قائدة إلف
درو هوسيفار: في دور ذكر إلف
ليزلي كارلسون: في دور بائعة شجرة عيد الميلاد

## أحداث الفيلم
يتذكر رالف باركر موسم الكريسماس عندما كان في التاسعة من عمره ويعيش في بلدة هولمان شمال إنديانا، مع والديه وشقيقه الأصغر راندي. كان يُعرف وقتها باسم رالفي، وكان يحب، مثل معظم الأطفال، عيد الميلاد، وهو وقته المفضل في السنة. غالبًا ما كان يتخيل أشياءً، يعرف الآن أنها لن تحدث أبدًا، لكن ذلك داخل عقل الطفل أمر معقول تمامًا. كان عيد الميلاد ذاك، ذكرى لا تُنسى، حيث فاز والده، المهووس بالمسابقة، بجائزة لأول مرة في حياته، تلك الجائزة التي ستكون بمثابة لعنة لوجود والدة رالفي. كانت معركة والده، التي لا تنتهي على ما يبدو، مع الفرن في المنزل ومجموعة كلاب الجيران.
كان أكثر ما أراده، أكثر من أي شيء آخر لعيد الميلاد، بندقية هوائية من طراز ريد رايدر كاربين ذات مدى 200 طلقة، وكانت تعرف أيضًا باسم بندقية «بي بي»، ونظرًا لأنه بدا، بشكل متزايد، أنه لن يحصل على هذه الهدية الثمينة، حاول رالف التلاعب وخداع أولئك الذين اعتقد أنهم إما صناع القرار أو المؤثرون في تلك الهدية، أي والديه، ومعلمه، وملكة جمال شيلدز.
اقتربت ليلة عيد الميلاد، ويبدو أن كل أمل قد ضاع. هل يهرب رالف المتحمّس ووحيد التفكير من المتنمرين في الحي، عمته المتغطرسة كلارا، ويقنع الكبار بأنه ناضج بما يكفي للحصول على بندقيته؟

## استقبال الفيلم
تغاضى عنه النقاد في البداية كفيلم نائم (لا ينجح عند طرحه ولكنه يحقق نجاحًا كبيرًا لاحقًا). صدر الفيلم قبل أسبوع من عيد الشكر عام 1983 وحقق نجاح معتدل، وربح حوالي 2 مليون دولار في أول عطلة نهاية أسبوع. منح روجر إيبرت الفيلم أربعة نجوم من أصل أربعة وأضاف الفيلم إلى قائمة «الأفلام العظيمة»، وأشار إلى أن الفيلم حقق نجاحًا متواضعًا فقط لأن الأفلام ذات طابع الإجازات لم تكن شائعة في ذلك الوقت. كتب فنسنت كانبي نقد سلبي لصحيفة نيويورك تايمز. فاز الفيلم بفئتين في حفل توزيع جوائز جيني الخامس، للمخرج بوب كلارك وأفضل سيناريو أصلي لعمل لي براون وبوب كلارك وجان شيبرد.
بحلول عيد الميلاد عام 1983، توقف عرض الفيلم في أكثر دور العرض، لكنه ظل في حوالي مائة دار عرض حتى يناير 1984. كان إجمالي الأرباح يزيد قليلاً عن 19.2 مليون دولار. بسبب البث التلفزيوني وإصدار الفيديو المنزلي، أصبح للفيلم شعبية كبيرة.
منح موقع الطماطم الفاسدة الفيلم تقييم مقداره 89% بناء على آراء 57 ناقد سينمائي، وكتب إجماع الموقع: «يستحق فيلم قصة عيد الميلاد مكانته باعتبارها عطلة دائمة».
منح موقع ميتاكريتيك الفيلم تقييم مقداره 77% بناء على آراء 8 نقاد.

## وصلات خارجية
https://www.warnerbros.com/movies/christmas-story قصة عيد الميلاد (فيلم)
https://web.archive.org/web/20140328022046/http://www.tbs.com/movies/movietitle/0,,12642%7C%7C,00.html قصة عيد الميلاد (فيلم)
https://www.imdb.com/title/tt0085334/ قصة عيد الميلاد (فيلم)
https://www.allmovie.com/movie/v61491 قصة عيد الميلاد (فيلم)
https://www.tcm.com/tcmdb/title/2099/a-christmas-story#overview قصة عيد الميلاد (فيلم)
https://catalog.afi.com/Catalog/moviedetails/57909 قصة عيد الميلاد (فيلم)
https://www.boxofficemojo.com/release/rl1366984193/weekend/ قصة عيد الميلاد (فيلم)
https://www.rottentomatoes.com/m/1004151-christmas_story قصة عيد الميلاد (فيلم)
https://slate.com/culture/2015/12/jean-shepherd-the-man-who-told-a-christmas-story.html قصة عيد الميلاد (فيلم)